# 30S核糖体亚基

嗜熱棲熱菌的30S亞基微觀結構，藍色為蛋白質，橙色為單鏈RNA

30S核醣體亞基（prokaryotic small ribosomal subunit、30S subunit）原核生物70S核醣體中的小亞基。它是核醣體RNA與核糖核蛋白組成的複合物，包括16S 核醣體RNA和21種鹼性蛋白質，具有翻译mRNA的功能。
30S核醣體亞基可被胺基糖苷類與四環黴素等抗生素所抑制。